# Morgan Plus 8
La Morgan Plus 8 è un'autovettura sportiva prodotta dalla casa automobilistica britannica Morgan Motor Company tra il 1968 e il 2004. Ne sono state prodotte più di 6000 unità nei 36 anni di produzione ed è stata sostituita dalla Morgan Aero 8.

## Il contesto
Inizialmente la carrozzeria era basata su quella della Morgan Plus 4 mentre il prototipo Plus 8 (identificabile da due piccoli rigonfiamenti del cofano vicino alla cerniera centrale del cofano) utilizzava un motore Buick 215 V8 da 3528 cm³ già impiegato dalle Buick Skylark, Oldsmobile Cutlass, Pontiac Tempest e sulla Rover P5 ma la Plus 8 di serie fu lanciata nel 1968 utilizzando il motore di produzione Rover, una versione rielaborata del motore Buick, ribattezzato 3,5 L da Rover.
Per adeguarsi alla normativa sulle emissioni inquinanti, le Morgan Plus 8 importate negli Stati Uniti d'America venivano convertite a propano.
In seguito alla dismissione del motore Rover V8, la produzione della Plus 8 è terminata nel 2004. Nel 2012 è stata introdotta una versione riveduta della Aero 8, alimentata da un motore BMW V8 da 4,8 litri, montato su un telaio Aero, con sospensioni, assali, freni, sterzo, cambio e parafanghi modificati, denominata "Plus 8 GTR" e venduta in concomitanza con la Aero 8 da quella data fino alla cessazione della linea Aero.
Nel 2003 e nel 2018 ne sono state prodotte delle versioni speciali per celebrare rispettivamente i 35 anni e i 50 anni di produzione mentre nel 1987 era stato istituito un campionato monomarca.